# Scoop (filme)
Scoop (bra: Scoop - O Grande Furo; prt: Scoop) é um filme norte-americano de 2006  dirigido por Woody Allen.

## Sinopse
A estudante de jornalismo Sondra Pransky (Scarlett Johansson) decide investigar um caso de assassinato após receber um furo do fantasma de Joe Strombel (Ian McShane) durante um truque de mágica.

## Recepção
No agregador de críticas Rotten Tomatoes, que categoriza as opiniões apenas como positivas ou negativas, o filme tem um índice de aprovação de 41% calculado com base em 149 comentários dos críticos que é seguido do consenso: "Refazendo antigas tramas e personagens, Scoop é profundamente cansativo e outra adição decepcionante ao repertório de Woody Allen".  Já no agregador Metacritic, com base em 35 opiniões de críticos que escrevem em maioria para a imprensa tradicional, o filme tem uma média aritmética ponderada de 48 entre 100, com a indicação de "revisões mistas ou neutras".